# Anderssonskans Kalle på nya upptåg
Anderssonskans Kalle på nya upptåg är en svensk film från 1923 i regi av Sigurd Wallén
Filmen premiärvisades 27 augusti 1923 på biograf Imperial i Stockholm. Filmen spelades in vid Centralsaluhallen med exteriörer från Södermalm i Stockholm av Henrik Jaenzon. Som förlaga har man en fri i tolkning av Emil Norlanders ungdomsroman Anderssonskans Kalle som gavs ut 1901. I filmen debuterade Mona Mårtenson som filmskådespelare.

## Roller i urval
- Gösta Alexandersson – Anderssonskans Kalle
- Anna Diedrich – Anderssonskan
- Dagmar Ebbesen – Pilgrenskan
- Albin Lindahl – direktör Graham
- Hilda Castegren – Clövercrona, friherrinna, Grahams moder
- Hildur Skantze – fru Graham
- Aino Schärlund-Gille – Ann-Mari, direktörns dotter
- Mona Mårtenson – Ruth Graham, direktörns syster
- Edvin Adolphson – Paul Abraham Ceder, fil kand, informator
- Carl-Gunnar Wingård – Mogren, faktotum
- Sven Ingels – juden i Kvastmakarebacken
- Julia Cæsar – Lövbergskan
- Hanna Rudahl – Petterssonskan
- Mona Geijer-Falkner – glassförsäljerskan
- Tottan Skantze